# Radioactive (album)
Pour les articles homonymes, voir Radioactive.
Albums de Yelawolf
Trunk Music 0-60
(2010) The Slumdon Bridge (avec Ed Sheeran)
(2012)
Singles
1. Hard White (Up in the Club)
Sortie : 8 août 2011
2. Let's Roll
Sortie : 28 octobre 2011

Radioactive est le premier album studio du rappeur américain Yelawolf, sorti le 21 novembre 2011.
L'album s'est classé 27e au Billboard 200.

## Liste des titres
| No  | Titre                                           | Auteur                                                                                                  | Producteurs(s)                      | Durée |
| --- | ----------------------------------------------- | --- | ----------------------------------- | ----- |
| 1.  | Radioactive Introduction                        | M. Atha, W. Washington                                                                                  | WillPower                           | 2:57  |
| 2.  | Get Away (featuring Shawty Fatt & Mystikal)     | M. Atha, D. Barnes, J. Horton, M. Horton, S. Otis                                                       | Phonix Beats                        | 3:23  |
| 3.  | Let's Roll (featuring Kid Rock)                 | M. Atha, J. Giannos, D. Jordan, D. Simmons, J. Boyd                                                     | The Audibles, Mr. Pyro, Eminem (co) | 3:54  |
| 4.  | Hard White (Up in the Club) (featuring Lil Jon) | M. Atha, L. Grant, M.A. Jackson, A. Cartagena, J. Smith                                                 | Tha Hydrox                          | 3:23  |
| 5.  | Growin' Up in the Gutter (featuring Rittz)      | M. Atha, W. Washington, J. McCullom                                                                     | WillPower                           | 3:40  |
| 6.  | Throw It Up (featuring Gangsta Boo & Eminem)    | M. Atha, W. Washington, L. Mitchell, M. Mathers                                                         | WillPower, Eminem (add.)            | 4:12  |
| 7.  | Good Girl (featuring Poo Bear)                  | M. Atha, J. Giannos, D. Jordan, J. Boyd, K. Prather, C. Sills                                           | The Audibles, Poo Bear (co)         | 4:24  |
| 8.  | Made in the U.S.A (featuring Priscilla Renea)   | M. Atha, E. Kiriakou, C. Dwight, P. Hamilton                                                            | Emanuel Kiriakou, BLAQSMURPH (co)   | 3:28  |
| 9.  | Animal (featuring Fefe Dobson)                  | M. Atha, A. Borger, T.W. Pentz, F. Dobson, N. Brooks                                                    | Diplo, Borgore                      | 3:42  |
| 10. | The Hardest Love Song in the World              | M. Atha, W. Washington, J. Boyd, K. Prather, B. Miller                                                  | WillPower                           | 2:59  |
| 11. | Write Your Name (featuring Mona Moua)           | M. Atha, E. Ortiz, K. Crowe, K. Bartolomei, G. Cihumsky, C. Nwagbara, U. Nwagbara, R. Harrell, W. Smith | J.U.S.T.I.C.E. League               | 3:44  |
| 12. | Everything I Love the Most                      | M. Atha, W. Washington, J. Boyd, W. Joel                                                                | WillPower, Eminem (add.)            | 4:05  |
| 13. | Radio                                           | M. Atha, J. Scheffer, D. Morris, M. Mule, I. Deboni                                                     | Jim Jonsin                          | 5:32  |
| 14. | Slumerican Shitizen (featuring Killer Mike)     | M. Atha, W. Washington, M. Render, B.Parks                                                              | WillPower                           | 3:36  |
| 15. | The Last Song                                   | M. Atha, W. Washington                                                                                  | WillPower                           | 3:41  |

| 16. | Whip It       | M. Atha, J. Giannos, D. Jordan, J. Boyd, C. Sills                            | The Audibles                                    | 4:04 |
| 17. | I See You     | M. Atha, W Washington, J. Giannos, D. Jordan, S. Sirota, J. Boyd, K. Prather | WillPower, The Audibles (co), Sasha Sirota (co) | 3:54 |
| 18. | In This World | M. Atha, W. Washington, M. Mathers, J. Boyd, K. Prather, P. Zaza, T. Dandy   | WillPower, Eminem (co)                          | 4:03 |

## Samples
- Get Away contient un sample de Strawberry Letter 23 écrit par Shuggie Otis et interprété par Brothers Johnson.
- The Hardest Love Song in the World contient un sample de Always Together écrit par Bobby Miller et interprété par The Dells.
- Everything I Love The Most contient un sample de The Stranger écrit et interprété par Billy Joel.
- In This World contient un sample de Is There Any Love écrit par Paul Zaza et Trevor Dandy, interprété par Trevor Dandy.

## Classements
| Chart (2011)                          | Peak position |
| ------------------------------------- | ------------- |
| Swiss Music Charts                    | 91            |
| US Billboard 200                      | 27            |
| US Top R&B/Hip-Hop Albums (Billboard) | 6             |
| US Top Rap Albums (Billboard)         | 4             |
| UK R&B Album Charts                   | 20            |